# خولیو سزار انسیسو (بازیکن فوتبال، زاده ۲۰۰۴)
خولیو سزار انسیسو (اسپانیایی: Julio César Enciso‎؛ زادهٔ ۲۳ ژانویهٔ ۲۰۰۴) بازیکن فوتبال اهل پاراگوئه است.
از باشگاه‌هایی که در آن بازی کرده‌است می‌توان به باشگاه فوتبال لیبرتاد اشاره کرد.
وی همچنین در تیم‌های ملی فوتبال زیر ۱۶ سال پاراگوئه و پاراگوئه بازی کرده‌است.